# Guovdagárgot
Guovdagárgot är en ö i Tana kommun i Finnmark fylke i norra Norge. Den ligger i Tana älv som här utgör gräns mellan Norge och Finland. Öns area är 2,5 hektar och dess största längd är 390 meter i nord-sydlig riktning.